# イドラ ファンタシースターサーガ
『イドラ ファンタシースターサーガ』は、セガより配信されていたスマートフォンゲームアプリ。開発はセガとアプシィ、運営はセガ→アプシィ（2021年2月1日より）。サービス期間は2018年11月27日 - 2022年1月12日。基本プレイ無料（アイテム課金制）。キャッチコピーは「あなたが選ぶ 星の彼方の物語」。

## 概要
本作は、ファンタシースターシリーズ30周年記念作品として製作されたコマンド形式のRPGである。随所に『ファンタシースターオンライン2』との共通点が見られる他、一部のキャラクターが本作にも登場する。戦闘はターン制バトルとなっており、ロウ・カオスそれぞれ4人（計8人）をメンバーとして選び、必要に応じて切り替えが可能。戦闘メンバーはガチャを回して増やすのが基本だが、一部のキャラクターはイベントシナリオや非同期のPvPコンテンツ「アリーナ」の報酬やアリーナ専用ガチャからの入手も可能になっている。
「運命選択RPG」を謳う本作では、一定条件を満たすとロウ・カオス・ニュートラルのいずれかへ勢力変更させることができる「運命分岐」というシステムがある。運命分岐により、キャラクターの性能も変化し、元の勢力を維持する場合は新効果追加や火力アップなど純粋な強化が多く、勢力を変える場合は各勢力の特性に見合った大幅な変更がされることもある。
また、「イドラバトル」というモードでは、プレイヤーが巨大な怪物・イドラに立ち向かったり、逆にプレイヤー自身がイドラになって他プレイヤーに戦いを挑むことができる。
SEGA IDを使ったデータ連動により、データの引き継ぎ設定や「イドラポイント」の獲得でファンタシースターオンライン2側で各種アイテムとの交換が可能。
2018年11月14日より、作中のキャラクター「ポポナ」を広報担当のバーチャルYouTuberとしてデビューさせた。
2020年5月21日からレオリア帝国とキャンシード公国の戦いを描いたEPISODE2が配信された。
2021年2月1日よりセガからアプシィへ運営移管がされた（パブリッシャーは引き続きセガが担当）。
2022年1月12日12時をもってサービスを終了した。

## あらすじ
剣と魔法が息づく戦乱の大地『ヴァンドール』で生きる人々の物語。
「イドラ」と呼ばれる巨大な怪物が跋扈し、人々は生活を脅かす存在のイドラを戦う日々を送っていた。そんな中、はるか昔に封印された災神ダークファルスが復活の胎動を始める。
ダークファルスを倒すべく立ち上がった船乗りの青年ユリシスと白羊騎士団当主の少女ステラマリーを中心に若者たちの冒険や種族・思想信条の葛藤が描かれる。

## 関連用語

### 種族
ヒューマン
主な該当者 - ユリィ、ステラ、アンナマリー、ローザリンデ、ジャスパーなど
ヴァンドールで最も多く、ポピュラーな種族で『PSO2』のヒューマンに該当。神人がヴァンドールに降り立つ前からいたと言われる。
エルフ
主な該当者 - サーシャ、アベーユ、ケンペルなど
長く尖った耳が特徴的な種族で『PSO2』のニューマンに該当。神人たちと共に、天界から方舟に乗ってこの世界にやって来たと言われる。人間と同じく人口が多く、世界各地に見られる。
原始エルフ
主な該当者 - アストライア、ミラベル
神人がこの世界で作った種族。天使を彷彿とさせる翼を持っており、非常に長命で寿命は軽く100年を超える。
デモニック
主な該当者 - ゾラ、スヴェンなど
尖った角が特徴的な種族で『PSO2』のデューマンに該当。男性は一本、女性は二本生えており、片方の瞳の色が異なる者もいる。その独特な容貌から見世物にされたり、迫害されたりする者が断たず、世間から隠れるように偏狭で暮らしているため目にする機会は少ない。エルフやマキナと共にヴァンドールにやって来たと言われている。
マキナ
主な該当者 - ロギア、メルダー、イヘルマなど
機械の身体を持った種族で『PSO2』のキャストに該当。大変珍しい種族で滅多に会うことはないが、レオリア帝国の地下にある遺跡で「箱舟」を守るための警備としてたくさんの警備用マキナが存在している
エルフやデモニックと共にヴァンドールにやって来たと言われている。
ライカン
主な該当者 - リュカオン、カリン、チロルなど
動物のような見た目をもつIDOLAオリジナルの種族。ライカンにも様々な種族がおり、狼やうさぎ、ヤマネコなどの動物の外見や特徴を持っている。神人たちが創り出した種族と言われ、最初に生み出されたのは狼のライカンでありルプスになる能力もその時に付与されたという。
しかし、その力を得るために人間たちから過酷な仕打ちを受けていた。
ノーム
主な該当者 - ポポプリン、トトノット、ココロックなど
非常に小柄な体が特徴的なIDOLAオリジナルの種族。人たちがしもべとして創り出したと言われ、神話においては神人たちの武器から作られたとも語られている。

### 勢力
光従（ロウ）
主な該当者 - ステラ、ローザリンデ、ベルンハルトなど
ダークファルスを封印した「星帝」が遺した星石（ルーン）を用い、繁栄した一派。身体のどこかに星石をアクセサリーとして身につけている。この星石の力によって術や力を行使する。秩序を重んじる傾向にあり、「自由」を掲げるカオスを無秩序と見る者もいる。皇帝一族はロウ側の人間であるため、実質的にロウが大陸を支配していると言っても過言ではない。
虚衆（カオス）
主な該当者 - アンナマリー、ジャスパー、ライナーなど
星石に頼るロウと袂を分かち、自由を掲げる者たち。身体のどこかに紋様である誓痕（フェスト）を持ち、これにより自然から力を借り受け術や力を行使する。この誓痕は、その人間の意志を受けたカオスの先達の導きによって身体に現れるが、星石の力を相殺する効果がある。そのため星石を捨てなければ誓痕の力が使えない。白羊騎士団がロウ班とカオス班でメンバーを分けているのはこのため。誓痕を消すには星石の力で焼くしかなく、カオスからロウになる（戻る）ことも可能。
上述のようにロウとは大変仲が悪く、長い歴史の中で諍いは絶えなかった。現在は帝国の圧政や束縛に反抗するロウの民も出てきており、自由を求めてカオスへと転じる者も少なくない。帝国の崩壊を目論む反乱軍なる組織も登場する。
ニュートラル
主な該当者 - ユリィ、ダンカン、ラナ、フラミィなど
星石にも誓痕にも頼らず「己の力」で能力を行使できる存在。大変希少とされており、世界情勢に詳しいジャスパーでさえもニュートラルがどうやって能力を使うのか知らなかった。

### 組織
白羊騎士団（はくようきしだん）
イドラを倒すため世界各地を回っている騎士団。現在の当主はステラマリー。プレイヤーが所属することになる。アンナマリーの夫が生前に各国と交渉したことで国家に干渉されない自治権を保っており、どの勢力にも属しない政治的に独立した組織である。
代々の当主は「異端」のアリエスのゾディアートであり、異端ゆえに迫害され定住を許されなかったことで世界を放浪し始めたのが白羊騎士団の始まりであった。
正統レオリア帝国
大陸を統べるロウの国家。レオ【獅子】の一族が治めている。帝都はレグルス。皇帝はジークムンド→ローザリンデ。「秩序」のために民を苦しめる圧政を強いることもあり、ロウの民から自由を求めてカオスに転向する者も少なくはない。
帝国の地下には神人が乗ってきた"方舟"を安置した遺跡がある（方舟は『ファンタシースターオンライン2』のキャンプシップに酷似している）。
反乱軍 / 革命軍
帝国の崩壊を目論むカオスたちの反体制組織。盟主はメッサーラ。世間的には反乱軍と呼ばれているが、彼ら自身は解放軍を名乗っている。幹部には三人の将軍「三黒将（さんごくしょう）」がいる。また切り札としてメッサーラ自身がアルゴノーツとして20年前に封印したダークファルス・テアトルの肉体を解放して保有している。帝国はもちろんのこと、ダークファルス討伐を目的とする白羊騎士団とも対立している。
キャンシード公国
ヴァンドール北部に存在する軍事国家。首都はプレセペ。ダークファルス・テアトルを倒し、ローザリンデがレオリア帝国の皇帝に即位した祝祭が開催される際に使節を送りこむ。
帝国とはそれまで一切の交流がないためあらゆる情報が不明の一方で、シャナンと謎の男をスパイとして送り込み情報収集活動を行っていた。祝祭に使節として訪れたクロエ達一行も帝国の首都の位置などを調査し、それを公国の太子であるロッキンガムへ情報を流した事で「天塔作戦（オペレーションバベル）」が発令された。ヴァンドール上空にキャンシード公国の艦が滞空しロッキンガムは作戦発動とともに幹部を艦橋へ集めるよう指示している。「量産型人造イドラ」のアンドロメダと圧倒的な機械技術・兵器を持ってレオリア帝国へ侵攻し、ダークファルスの復活を目論んでいる。軍部と議会派が対立しており国家としては非常に危うい体制となっている。
戦力として複数のゾディアートを抱えており、大公のアイリーンと太子のロッキンガムはキャンサー【巨蟹】、キャンシード公国少佐リンジーはカプリコーン【磨羯】のゾディアートである。また、本人はEP2終盤まで隠していたが議会派のビクトリアもダークキャンサー【巨蟹】のゾディアートである。

### 用語
ヴァンドール英雄記
かつてダークファルスと戦った「アルゴノーツ」の一員であったアストライアによって紡がれるヴァンドールの歴史と今を生きる人々の記録。メインストーリーの随所で内容が明かされるほか、キャラクター個別ストーリーである「列伝」はこのヴァンドール英雄記を読んでいるという設定で展開される。
EPISODE2では「ユリィの手記」としてユリィが記した文章が登場している。
列伝
本作におけるキャラクター個別ストーリーの名称。この列伝をクリアすることで運命分岐を行うことが出来るようになる。
分岐には史実通りのHISTORYとifの世界を描くLEGENDの2種類がある。基本的には元の勢力を維持する分岐がHISTORYで勢力を変更する分岐がLEGENDに割り当てられているが、勢力変更が正史とされているキャラクターも存在する。
本編中で死亡するキャラクターについては両分岐ともLEGENDであるケースもある。またEP2以降のキャラクターにおいてはキャンシード公国がレオリア帝国との戦争に勝利した世界線を前提にしている物もあり、その場合も両方の分岐がLEGENDとなっている。
運命分岐
本作の最大の特徴。キャラクターの絆ゲージを溜め列伝をクリアすることで2種類の姿に分岐させることが出来る。当初はバトル中のグラフィックやエレメンタルブラストの演出も全て変化していたが、アプリ容量の観点からEP2以降はキャラクターの立ち絵とボイスのみが変化するようになった。そのためロウの見た目でカオスの物騒なことを言うなどのちぐはぐさが生じてしまっている。
アルゴノーツ
20年前、ダークファルスを再封印した伝説の旅団。アンナマリーやアストライア、ダンカン、ジークムンド、メッサーラ、シーシアス達が所属していた。当時のダンカン船長はアルゴ号という船に乗っており、これにアンナマリーたちが乗っていたことから「アルゴノーツ」の名で呼ばれるようになった。
星獣（イドラ）
1200年前に封印されたダークファルスの眷属と言われる存在。本作における主要な敵対存在の一つ。後述のように人間がイドラ化する場合もある。
その正体は、宇宙よりやってきた「ダーククファルスと戦う戦士たち」が考案した「ダークファルスと戦うための戦闘技術」の結晶。ダークファルスの眷属というのも「ダークファルス・テアトル」の能力で正気を失ったイドラがいたことから囁かれたものに過ぎない。
神星獣（ハイ・イドラ）
イドラの中でも強力な存在で黄道12星座に属しており、白羊騎士団とダークファルスとの戦いを描いたEPISODE1では牡羊・双子・獅子・処女・人馬・蠍・天秤のゾディアートが登場した。また、EPISODE2で蟹と山羊が新たに登場した。
ハイ・イドラには「正統」と「異端（ローバー）」の二つが存在しており、異端のハイ・イドラの中には「ダーク」の冠詞が付く者もいる（EPISODE1のギルベルトやEPISODE2のビクトリアが該当）。
人造イドラ
キャンシード公国が有する軍事力の一つで「アンドロメダ【兵姫】」の名が冠されている巨大な人型兵器。キャンシード公国の技術者であるクルーラが作製したイドラで、レオリア帝国への侵攻にあたって量産されている。使用者の頭文字が付けられたいくつかの派生型が存在し、ジゼルの「アンドロメダ・G型」やランブリッジの「アンドロメダ・L型」が存在する。
ゾディアート
イドラ化する能力を持った人間のうち、ハイ・イドラに変身できる者の総称。星帝アクィローの血を引く12人の子供の子孫に当たるといわれている。ジャスパー曰く、ただのイドラとハイ・イドラでは「格が違う」とのこと。変身は一人で行うのではなく、周囲の人間たちと同化することで力を借り、イドラへの変身が可能となる（メルダーやクレメンスのように一人でも変身は可能だが、能力は格段に落ちる）。変身するためにはイドラコアという媒体が必要。
スターゲートを開ける【白羊】、二重人格を宿す【双児】、身体の一部が機械となる【巨蟹】の様にゾディアートごとの特性が現れることもある。
ヴァンドール
本作の舞台となる世界とされていたが、惑星の名前であることが明かされた。
神人
太古の昔、ヴァンドールに逃げ込んだダークファルスを追って方舟に乗ってこの世界にやって来たと言われる者たち。その内の1人は「星帝アクィロー」と呼ばれており、1200年前にダークファルスを封印した。
前述の通りゾディアートは星帝の血を引いているが、実はこの世界の人々も神人の血を引いている。
直接的な言及はないものの、方舟や聖地エアロの外見など『ファンタシースターオンライン2』におけるアークスとの関係が強く示唆されている。EP2第6章にて神人がアークスであることが明示された。
ダークファルス
1200年前、星帝によって封印されたと言われる災神（さいじん）。実は20年前に一度復活しており、若き日のアンナマリーたち「アルゴノーツ」によって再封印された。5章で封印されたダークファルスの名は「ダークファルス【劇場】（テアトル）」であり、EPISODE1の最終局面で「深遠なる闇」から生まれ、ヴァンドールを1000年の間支配してきたことが明かされた。
EP2ではキャンシード公国に眠る「ダークファルス【洞窟】（ケイブ）」の復活をめぐる物語が展開されている。
ダークファルス・テアトル
EP1の最終ボス。【劇場】の名を冠するダークファルス。災神とも呼ばれる。1200年前に神人たちによって封印されたが20年前に復活し、旅団アルゴノーツによって「精神（意識）」「魔力（異能）」「魂（力）」の三つに分ける形で再封印されている。
ダークファルス・ケイブ
EP2の最終ボス。【洞窟】の名を冠するダークファルス。機神とも呼ばれる。自我を持たない機械でありゾディアートの命を動力源として起動する。肉体はロボットそのものであり、イドラが小人に思えるほどに巨大。頭部に操縦席が存在し、攻撃力も備えているためここだけ独立しての戦闘も可能。現在はパーツごとに分けられる形でヴァンドールに封印されている。
天塔作戦（オペレーション・バベル）
キャンシード公国が掲げる、ダークファル・ケイブを復活させるための作戦。作中では「オレーション・バベル」と呼ばれる。最終目標はダークファルス・ケイブを不完全な状態で復活させ打ち倒すことにある。表向きはダークファルスの力に頼らず国を良くするためとしているが、実際はロッキンガムの姉である大公アイリーンの解放のために行われている。ケイブの復活には各属性の正統のゾディアートが必要であり、その人員としてレオリアのローザリンデ・アストライア・ミント、サジタリアのルルテミアが狙われた。

## 主な登場人物
ストーリーに関わる人物を中心に記載。キャラクターボイスは公表済みの者のみを記す。ここで登場するほとんどのキャラクターがプレイアブルキャラクターとして操作が可能となっている。ユリィたちに同行しない者もいるが、ガチャで排出されれば物語の整合性は関係なくパーティーを組める。
ユリィ / ユリシス
声 - 増田俊樹
本作の主人公。本名はユリシス。両親を早くに亡くし、ダンカン船長のもとで船乗りとして鍛えられた。おおらかで正義感が強く、誰とでも素直に接することができる性格。周囲からは「ひょうひょうとしていて掴みどころがなく、何を考えているのかわからない」、「しかし大物の器を感じさせるので侮れない」と評されている。コメディパートでは災難に巻き込まれる苦労人という一面を見せる。
序章では、たまたま乗り合わせた白羊騎士団の当主ステラに加勢。その後、アンナマリーからイドラ・ケートスの討伐に誘われる。二章から正式に白羊騎士団の一員となり、才能を見込まれて遊撃隊隊長の位を授かる。
その正体は、かつてダークファルス・テアトルと戦った英雄の一人シーシアスの息子。「おおらかに育ってほしい」という願いによりダンカンに預けられ、船の上で育てられた。
8章から声の演技が若干変化している。またストーリーをクリアするごとに限界突破を行うようになった。
12章終盤にてダークファルスに唯一対抗できる力を持つ、ポラリス【天極】のゾディアートであることが判明する。父シーシアスはこのことを周囲に隠すためにユリィを船の上で育てさせた。13章では自分の使命を知り、クレメンスの試練を乗り越え、ポラリスのゾディアートとして覚醒を果たした。14章ではポラリスに覚醒したことからヒロイックさを押し出したキャラクターへと変化（立ち絵も変わっている）。ギルベルトに苦戦する白羊騎士団と合流し、難なくギルベルトを撃破。そのままエルウィンとの戦いでも優位に立つが、ダークファルス・テアトルの術中に囚われ異界へと連れ去られてしまう。そのまま力を奪われて生ける屍になる運命にあったが、助けに来たステラたちと初代アリエスのゾディアート・マリーの助力によって窮地を脱する。そしてステラたちと協力してテアトルを打ち倒し、仲間たちの待つ場所へと帰還を果たした。
EPISODE2でも引き続き登場し物語に深くかかわっていくが、主要人物の一人としての登場となっている。これについては「ユリィという人物のさらなる深掘りのため」とされていたが、EP2終了時点においてユリィの過去などといった深掘りはほとんどされておらず父親のシーシアス含め出自は不明なままである。
EP2バージョンのユリィの列伝にてEP2開幕前のタイミングでダンカンより父親の形見の両剣を受け継いでいたことが判明。この両剣は持ち主の想いの強さによって能力を変える特性があり、白羊騎士団がダークファルス・ケイブに乗り込んだ最終局面でついに覚醒を果たした。なおEP2本編でも同じ場面で覚醒はするが、両剣については一切語られないため覚醒理由も不明となっている。
ステラ / ステラマリー
声 - 藤田茜
本作のヒロイン。本名はステラマリー。白羊騎士団の当主で、アリエス【白羊】（はくよう）のゾディアート。胸は控えめだがEP2以降は並くらいの大きさになっている。
内気で気弱な少女で、鉄仮面をつけていないとまともに喋ることができない。実は当主になったことに納得できておらず、自分には務まらないと考えていた。一見すると清楚で可憐なように見えるが、実際は怒りっぽく我侭な性格。一度へそを曲げるとテントに引きこもって出てこないことも。
鉄仮面が壊れてしまったので素顔でいることが多くなり、以後も素顔のまま活動を続ける。次第に当主として自信を持ち始め、特にユリィに対しては信頼以上の想いを見せることも。
14章では異端（ローバー）のアリエスのゾディアートであることが判明する。本来のアリエスは火の属性を持つが、アンナマリーとステラは水の属性だったため「異端」とされ、周囲から拒絶されながら生きて来た。そういう事情から白羊騎士団が誕生し、各地を放浪するようになったという。
15章ではダークファルス・テアトルに拉致されたユリィを助けるべく異界に続くスターゲートを開くこととなる。これまでスターゲートを開いたことがなかったが、母のアドバイスとユリィへの想いによって見事成功させる。そして初代アリエスのゾディアート・マリーの助力を受けてユリィを助け出した。
公式漫画では貧乳コンプレックスの持ち主として描かれ、ユリィを振り向かせたいが自分には魅力がないと考えている（母親から「男の子は大きな胸が好き」と言われていたことが起因）。
ローザリンデ
声 - 小松未可子
一章から登場。正統レオリア帝国の第二皇女にしてロウのナイト。愛称は「ローザ」。レオ【獅子】のゾディアート。年齢は「成年してから数年経っている」とのこと。
行き違いから部下たちが白羊と敵対してしまったが、自ら誤解を解くべく現れイドラ討伐への同行を申し出た。皇族らしく誇り高い振る舞い、ステラたちに対して腰を低くしているがカオスに対してやや偏見を持つ。実は皇帝の命令で白羊を護衛・監視するべく近づいたのだが、アンナマリーには見破られていた。
二章からは遊撃隊の一員となり、ユリィの部下となった。三章からはジャスパー一家が加わったことでロウ班のまとめ役となる。
15章ではユリィたちと共にダークファルス・テアトルを追い詰め、兄の犠牲を得てジャスパーと共に星剣ライオネルでテアトルを滅ぼした。
EPISODE1特別編で正式にレオリア帝国の皇帝として即位し、白羊騎士団を退団。その後をユリィやジャスパーたちに託している。EPISODE2でも引き続き登場するが主要人物の一人として物語に関わっていく。
ジャスパー / ジャスパーα
声 - 斉藤壮馬
二章から登場。ジェミニ【双児】（そうじ）のゾディアート。推定年齢26歳。
野盗団ジャスパー一家の首領だったが、白羊騎士団に成敗されてからは仲間と共に遊撃隊隊員として取り込まれた。と言っても忠義や恩義などさらさらなく、隙あらばステラを人質に取って逃げようと目論んでいる。しかし不思議な雰囲気を持つユリィには興味を示しており、彼の良き兄貴分として接している。一方でロウの「正義」は決して肯定しようとせず、ローザリンデとはたびたび衝突する。
三章からはカオス班のまとめ役となる。
列伝では帝国軍に家族を皆殺しにされたことが語られた。その際、【双児】のゾディアートの特性により二重人格になった。このことから帝国の人間は毛嫌いしているが、ロウの民を怨んでいるわけではないという。自由であることを標榜しており、そういった復讐心にも囚われることを避けている。
9章ではプラエキプア島の出身であることが判明する。家族は父ネヴィルと妹ウィンディスがおり、母親は幼少期に他界している。6歳の時、父親の命令で大陸にある寄宿舎付きの学校へと行かされる。その後、故郷に帝国軍が侵攻したと聞き船に飛び乗って帰郷したところ、燃え盛るプラエキプア島を目の当たりにしてしまう。そして物陰から帝国兵の「何の抵抗もなく占領できた」という会話を聞き、父が戦わずに殺されたことを知る。このためジャスパーは、家族は「皆殺しにされた」と思っていた。
故郷から逃げ帰った時、ジャスパーの中に「今の俺（α）」が生まれたという。以後は学校に戻らず、【双児】の力を用いて誰にも負けない男を目指し、当てのない旅へと出た。その根底には「俺は腰抜けの親父とは違う」という強い想いがあった。そういった経緯を得てジャスパー盗賊団を築くに至った。妹の口から真実を知った後は、ダークファルス・テアトルこそが真の仇として激しい怒りを見せている。テアトルが去った後、「戦う原動力（父への怒りとロウへの反発）」が無くなったとして白羊騎士団を去る。しかしそれを知ったウィンディスに叱咤激励され、自分の還る場所は白羊しかないと気づき、反乱軍との決戦に参戦する。
15章では迷うローザリンデを支え、共に星剣ライオネルを以ってダークファルス・テアトルを滅ぼした。
ジャスパーβ
ジャスパーの中に潜むもう一つの人格。性格は理知的で冷静。普段は深層意識の奥に引っ込んでいるが、ジャスパーが激しい悲しみなどに見舞われた時に表出する。列伝ではレイチェルと戦い、精神的に勝利して撤退させた。
実はこちらのβこそが本来の人格であり、故郷を滅ぼされた際に上記の「ジャスパーα」が誕生した。
アンナマリー
声 - 大原さやか
白羊騎士団の先代当主にしてステラの母親。アリエス【白羊】のゾディアート。早くに跡目を娘に譲ったが、今でも精力的に活動している。娘とは逆にアグレッシブで活動的な女性。ダンカンとは旧知の仲で、その縁からユリィをイドラ討伐に誘った。チュートリアルでの進行役も務める。
かつてはアルゴノーツの一員としてダークファルスと戦った人物。当時知り合ったユリィの父シーシアスには異性としての魅力を感じており、亡き夫よりも先に出会っていたらどうなっていたかわからなかったという。夫が亡くなったことで悲しみに暮れ、跡目を娘に譲った。
14章では異端（ローバー）のアリエスのゾディアートであることが判明する。本来のアリエスは火の属性を持つが、アンナマリーとステラは水の属性だったため「異端」とされ、周囲から拒絶されながら生きて来た。そういう事情から白羊騎士団が誕生し、各地を放浪するようになったという。同じく異端のゾディアートであるギルベルトとの戦いでは、エルウィンが展開した結界の中でイドラ化しようとしたため全身がボロボロになってしまう。それでもアリエスとなってギルベルトと交戦するが、先述のダメージにより劣勢となり変身が解けてしまう。絶体絶命の中、駆けつけたユリィによって助けられ、続けて援軍にやってきたアストライアたちに保護された。その後、ダークファルス・テアトルに囚われたユリィを助けるべく娘にスターゲートの開き方を助言する。
後日談を描いた外伝では、先の戦いで無茶をしたことで神経がズタズタに引き裂かれ、二度と戦えない身体となっていることが明かされた。白羊は成長した娘に任せ、楽隠居するという。
戦士（星輝士）
声 - なし
EPISODE2から登場する新主人公であり、プレイヤーの分身にあたる。名前・性別・属性をプレイヤーが任意で設定変更が可能（それに伴い、EP1仕様のユリィも同じように属性が変わる）。
新たに目覚めようとしているダークファルス・ケイブが胎動したことにより宇宙を漂流していたポッドの中で目覚め、専用マグのニュウとともにヴァンドールの海へと漂着。ジゼルおよび白羊騎士団と合流し、キャンシード軍との戦いに身を投じる。EPISODE1主人公であったユリィがなぜポラリスのイドラ化ができるか？などの深掘りのために新しく設定された。（ただしストーリー上でそれが明かされることはなかった。）ボイスはなく、基本的なセリフは選択肢のみで男性・女性どちらを選んでもジゼルは「運命の人」として接してくる。
ポラリスのカラーリングが黒くなった「ポラリス・ノヴァ【天極】」へのイドラ化が可能。だが、なぜその姿へ変身可能なのかは不明。ジゼルやユリィたちからは「戦士さん」やプレイヤーが設定した名前で呼ばれ、ニュウからは「戦士（マスター）」と呼ばれる。
その正体は「星輝士（せいきし）」と呼ばれる特別な戦士であり、ダークファルス・ケイブ討伐の任を与えられた存在。その力はダークファルスの邪気を祓い憑依された者を救い出すことができる。更にはフェニックス【不死鳥】の力を持つ不死身の存在をも葬ることが可能。
EP1のユリィの様に物語の展開に深く関わることはなく、EP2中盤まではジゼルの存在と活躍を中心にストーリーが展開するのでやや影が薄い。終盤では敵味方から強く存在を認められ、最後の黒幕であるビクトリアからも警戒されていた。またジゼルには恋愛感情に近い好意を向けられている。
WEBコミック「まるっとゆるイドラ」では日ごとに性別が変わる人物として描かれている。ゲーム内の設定を反映してか基本的には喋らず、無表情なキャラクターである。またストーリーにはほとんど関わらず出番もかなり少なかった。
ジゼル
声 - 石見舞菜香
EPISODE2のヒロイン。軍事国家キャンシード公国から逃亡してきた少女。主人公を「運命の人」と述べて好意的に接してくる。
EPISODE2開始当初からリンジーに「公国から逃亡した罪」とジゼル・リンジーがかつていたキャンシードの施設で起きた凄惨な事件の犯人として命を狙われていたが、7章で事件の真犯人と真相が判明し誤解であることが判明する（それまで、ジゼル自身も自分が起こした事件だと思っていた）。専用イドラ「アンドロメダG（ジゼル）型」へとイドラ化が可能だが、本来のイドラとは異なる。
本来のイドラはフェニックス【不死鳥】。再生を司るイドラであり能力者には不死身の力が備わる。その力は死した命も蘇らせることが可能。
キャンシード公国では不死身の依り代としてダークファルス・ケイブの復活の際に核となる予定であった。ダークファルスの復活を拒むジゼルは自身を唯一殺すことが出来る戦士を「運命の人」とし、自分を殺してもらうために接近した。右肩に付いている羽飾りは星輝士の存在を事前に感知するためのセンサーとなっており、本来は危機回避のためのものであるがジゼルはこれを逆用した。
終盤ではビクトリアの策略によってダークファルス・ケイブの動力源にされてしまう。しかし星輝士の力によって救い出され、そのまま最終決戦に同行する。エンディングでは星輝士に対して「ずっと一緒にいようね」と告白した。

### 序章から登場
ダンカン
声 - 伊原正明
ユリィの育ての親。船乗りの船長であるが格闘技も心得ており、ユリィのことを幼い頃から鍛えていた。アンナマリーとは旧知の仲で、白羊騎士団に協力する形で船に乗せた。これが縁となってユリィは白羊騎士団に所属することとなる。4章ではユリィの両親とは友人であり、二人が流行り病で死ぬ間際に息子を託されたことが明かされた。更に20年前、ダークファルスとの戦いの際にアルゴ号という船の舵を取ってアンナマリーたちの援護を担った。このことからダンカンたちの属する旅団は「アルゴノーツ」と呼ばれるようになった。なお、アルゴノーツは仲間というよりは、共通した目的の集まりである同志とのこと。
列伝では、来る決戦に供えて世界中を回り、仲間たちを集めていることが判明する。
9章にて再登場し、ユリィたちをプラエキプア島に送るべく船を動かした。10章ではポポナと共に反乱軍との決戦を静観。12章にてユリィの前に姿を現し、シーシアスとの約束を果たすべく聖地エアロへと案内した。
14章ではシーシアスとの約束である「息子がポラリスの力を解放したら仲間たちを連れて手助けてしてほしい」を履行するべく、アストライアを始めとする多数の仲間たちを引き連れて参戦。レグルス王都を蹂躙するイドラたちを相手に大立ち回りを演じた。
ラナ
声 - 相川奈都姫
ダンカンのもとで働く船乗りの少女。盗賊に故郷を襲われ両親を失ったところ、ダンカンに引き取られた。ユリィとは兄妹のように育ち、「ユリ兄」と呼び慕う。明るく活発だが反面、一人で悩みを抱え込んでしまいがちな性格。ダンカンには鍛えられており、彼と同じく徒手空拳での戦闘スタイルを持つ。
ユリィが船を降りた際に別れてしまうが、列伝ではユリィを追いかけて白羊騎士団に飛び込んだことが語られた。ストーリーには再登場していないが、期間限定クエストではたびたび登場する。ステラとはユリィを巡るライバルのためぎこちなかったものの、ユリィの熱を治す薬草を一緒に探す内に友人となった。

### 1章から登場
サーシャ
声 - 河瀬茉希
ステラの従者を務めるエルフの少女。ステラも彼女の前では愚痴をこぼしたり我侭を言ったりする。そうした立場の中でも、冷静冷徹に振る舞える性格。
ナディア
声 - 相川奈都姫
ローザリンデの従者を務める少女。幼少の頃から仕えている。ローザリンデより年下で敬語も使うが「姉のように」振る舞うところがある。
EP1終了後のローザリンデの新たな体制下では宰相となった。
フラミィ
声 - 喜多村英梨
アンナマリーの「スターゲート」によってヴァンドールへ来てしまった女性。ショックで記憶を失っており、「フラミィ」という名前も自身の本名に近かったと思われるため名づけられもの。現在は白羊騎士団の管理官を務めている。主な仕事は依頼内容のまとめや現地に出現する魔物の情報収集。自ら戦場に赴き戦うこともある。
本名は「セラフィ」。『ファンタシースターオンライン2es』で管理官を務めるオラクル世界の住人である。
ベルンハルト
声 - 髙階俊嗣
ローザリンデに仕える老練のアーチャー。彼女の部隊の統率者でもある。貴族主義者であり、「船乗りの小僧」が主人の上司になったことを快く思っていない。大柄な外見に反して料理上手という面があり、そばが食べられなくて気落ちしていたアマネのためにスパゲッティを作るなど面倒見のいいところがある。
列伝ではユリィに対する態度も改善されていき、ごく自然に「隊長」と呼び邪険にしないようになった。
EP1終了後のローザリンデの新たな体制下では将軍となった。
ポポプリン
声 - 小堀幸
ノームの少女。帝国国内では天才的なエレメンタラーであり、その才能を見込まれてローザリンデの軍師となった。平時は幼い性格でお菓子が大好きだが、いざという時はメガネをかけて軍師モードに豹変する。
EP1終了後のローザリンデの新たな体制下では上級軍師となった。
ブーザー
声 - 佐々木哲夫
シェルタンの村の漁師。魔物に襲われていたところ、ユリィたちに助けられた。自分の住む町がイドラに襲われそうになっていると聞き、同行を申し出る。当初はカオスということでローザリンデに同行を断られたが、ユリィの言葉を受けたステラに許可され同行者となった。嫁にはサンドラがいる。
ケートスとの戦いで船が壊れてしまい、列伝では白羊騎士団に同道しつつ資金を貯めていることが明かされた。しかし海の男というプライドから地道に働くことはできず、賞金首を追ったりと真面目に働こうとはしない。
サンドラ
声 - 河瀬茉希
ブーザーの妻。一年前までは暗殺ギルド随一の実力者だったが、結婚のために足を洗っている。このことは夫にも隠していた。
列伝では夫の船が魔物に壊されてしまったことで、資金稼ぎのため再びアサシンに戻った。高額の依頼を募ったところを、ローザリンデの暗殺依頼を受けることに。しかしいざ実行するとブーザーがその場に現れてしまい、迷いが生じてしまう。結局ローザリンデを暗殺することができず、同僚アサシンたちの邪魔をしたとして命を狙われることとなった。妻として生きるか、それともアサシンとして生きるか。サンドラは二つの選択を迫られる。
ロウルートでは、ローザリンデに事の真相を打ち明け、刑に服すことも考えた。しかしローザリンデの要請で共にアサシンギルドを殲滅し、廃業してからはブーザーの妻として本格的に主婦になった。カオスルートでは、単身でアサシンたちを打ち倒し、ギルドマスターを追い詰める。そして「二度と殺し屋家業はしない」と誓わせた。あえてギルドマスターを殺さなかったのは、殺して解決するのでは今までと変わらないと考えたため。以後はブーザーと協力して船を買うお金を貯めることに。

### 2章から登場
ライナー
声 - 相楽信頼
ジャスパー一家の自称斬り込み隊長。ジャスパー以上に直情的で捻くれており、徹底してロウのことを嫌っている。しかし、ステラから面と向かって頼まれたら突っぱねられないなど根はお人好しで人情家。その気性からアベーユにはからかわれることもある。だがイドラ・ケートスをほとんど単身で倒すなど実力は高い。
キリオン
声 - 佐々木哲夫
ジャスパー一家のアサシン。強敵との戦いと、倒した相手の名にしか興味を示さない。ジャスパーに関しても彼の首を取るのが目的で共に行動していると公言している。
元々はジャスパーと敵対する盗賊団に雇われており、ジャスパーの首を狙っていたが敗北し、仲間に勧誘された。以後は自分がジャスパーを殺すまでは彼を守るということで同行している。列伝ではローザリンデのもとに帝国の騎士が使者としてやってくるが、キリオンはその正体が彼女の首を狙うロウの暗殺者だと見抜く。だがジャスパーに手を出さなければ何をしても構わないという条件で見逃した。ところがローザリンデだけではなく、騎士団の面々にも賞金がかけられていた。そのため暗殺者はキリオンの言葉を無視してジャスパーの命まで奪おうとしていた。
ロウルートでは、自らロウとなって暗殺者を倒し、帝国の騎士たちの包囲網から逃れる（カオス単身ではロウの軍勢に太刀打ちできないため）。しかし致命傷を負ったことで余命いくばくもなく、死に際に「仲間」たちに思いを馳せた自分に呆れながら息を引き取った。カオスルートでは、暗殺者に誘き出されたジャスパーを止めるべく戦いを挑み勝利する。弱いジャスパーには興味がないとして手を下すことなく引き下がり、真相を隠したまま刑罰を受けた。ユリィたちも暗殺者に誘き出されるはずだったが、ジャスパーがケガしたため参加は取りやめとなった。「仲間」を思いやるユリィたちの考えは理解できないと考えていたが、それで悩むのも悪くないと微笑を見せた。
アベーユ
声 - 藤田曜子
ジャスパー一家のウィザード。名前の意味は「蜂」。巨乳で妖艶なエルフで一家の紅一点。ライナーやキリオンとは違い、ユリィたちには協力的だがロウのことは快く思っていない。
実は西の国の良家の娘で、元々はロウだった。大学で美術を専攻していたが、ある日突然敵対勢力に家族を皆殺しにされ財産も奪われてしまう。命からがら逃げ出した先でウェイトレスとして働いていたところ、ジャスパーと出会う。そして彼が持つ誓痕に魅入られ、惹かれていくこととなる。ジャスパー絡みでは感情的になることが多く、彼には一言で語れない想いを抱いている様子。

### 3章から登場
リュカオン
声 - 佐々木哲夫
ライカンの村の村長。ジャスパーとは旧知の仲。イドラ・ルプスに変身する能力を持つ（ライカン固有の能力であり、ゾディアートではない）。
既定の税金を納められず、領主グスタフに子供たちを連れ去られそうになったので、ゾズマ山脈の洞窟に籠城していた。白羊にとりなしてもらった方がいいとアドバイスしたジャスパーを「ロウに与した」と誤解し、襲い掛かってくるが鎮圧された。
列伝では娘と共に白羊騎士団に加わるが、団員たちと馴染む気はなく一匹狼だった。過去、人間たちはライカンが持つルプスへの変身能力に目を付け、無理やり人との間にライカンの子を成させていた。だがベルンハルトがライカンと戦友であると聞き、興味を抱いたのちに好意へと変わり、周りとも打ち解けていった。
期間限定クエストでは、「ハロウィンクラッシャー」という二つ名がつけられていたことが判明する。子供たちを喜ばせてやりたいという想いからハロウィンをメチャクチャにしてしまい、村中の人たちから「もう何もしないでくれ」とクレームが来たという。以後は大人しくしていたが、その話を聞いたジャスパーの協力により白羊騎士団の子供たちを対象にした「裏ハロウィンパーティー」を開催。子供たちを手紙で呼び出して驚かせるはずだったが、手紙に残った匂いからカリンに見破られてしまった。だが子供たちが喜んでくれていたと知り、満足していた。
カリン
声 - 河瀬茉希
リュカオンの娘。儚げな印象を持つが実際は芯の強い女性。税金を納められず子供を兵士として差し出すしかなくなった村を救うために自身の髪を売った。
チロル
声 - 野水伊織
うさぎのライカンの少女。カオスであるリュカオンたちとは敵対関係にある。白羊騎士団がリュカオンと与して自分たちの縄張りを乗っ取りにきたと誤解し、戦闘となる。しかし戦闘後には耳を傾け誤解も解けた。プレイアブルキャラクターとして実装される前から期間限定クエストに姿を見せている。
グスタフ
声 - 鳥海浩輔
皇帝ジークムンドの次男でローザリンデの兄。ゾズマ一帯を統治する領主の地位にある。実力的にも申し分なく、弓術を得意とする凄腕。
ステラに敬語を使うが横柄さはまったく隠そうとしておらず、白羊を寄せ集めと見下している。村長リュカオンが税を納められなかったため、見せしめとして子供たちを帝国に連れ去ろうとする。その後、白羊が邪魔になると考え先手を打ってライカンの村を焼き払うようケンペルに命じた。
列伝では王都の武術大会の決勝戦の相手であるエルウィンに勝つべく、食事に薬を盛る。ロウルートではエルウィンを破り優勝を果たす。そして、エルウィンが仕組んだ八百長だとは知らずに、次の狙いとして皇位継承を目論む。カオスルートでは不正を見抜いたゲルダによってエルウィンの食事がすり替えられ、証拠品として提出されてしまう。これに激怒した皇帝により謹慎を言い渡される。最早正規の手段では皇位継承を果たせないと悟り、あえてカオスの道を行くことで力をつけ、武力によって皇位を奪う方向に変えた。
10章では兄エルウィンの収集に応じ、反乱軍との最終決戦に参加。11章ではゲルダや白羊と共に反乱軍の陣地に突撃し、先頭に立って武勇を振るった。心配したケンペルから諫められたものの目先の勝利に目が眩み、単身突出したところをトールビョルンの罠に掛かり分断、劣勢となる。その後、ケンペルと共に三黒将に捕らえられ捕虜となり消息不明となる。
13章にてエルウィンに救出されていたことが判明。ダークファルスの力の一部をその身に宿し、ゾズマの砦の護りに就く。そこへやってきた白羊の前に現れ、決着を求める。すべてはエルウィンの謀略だったことを知るが、「ダークファルスの力を利用した絶対的な帝国の設立」という思想に共鳴し、喜んでダークファルスの力を受け入れたという。彼にとって大事なのは武力としての強さであり、その質はさしたる問題ではなかった。死闘の末、白羊に敗れ膝を着き、ダークファルスの力が制御できなくなったことで肉体の崩壊が始まる。自らの死を受け入れながらも最後まで兄の力を信奉しながら消滅していった。
ケンペル
声 - 竹内栄治
グスタフの側近。冷酷非情な策士。主の命令に従い、ライカンの村を焼き払った。村人たちに犠牲者は出なかったものの、ユリィの怒りを買い戦闘となる。決着はつかず、グスタフの介入によって引き分けに終わる。列伝によれば下級貴族の出身とのこと。グスタフを「扱いやすい」という理由で言葉巧みに操縦し、皇帝に据えることで自身の地位の向上を目論んでいる。その一環として様々な策を弄し、多くの人々を不幸にしてきたことが判明する。だが策だけの男というわけではなく、ゲルダと互角に渡り合えるほどの実力を持つ。普段は落ち着いた振る舞いをするが本性は乱暴な口調であり一人称も「私」から「俺」に代わる。中級貴族であるヴァルターを内心では見下すなど他人を認めることはない。
11章ではグスタフと共に反乱軍の陣地に突撃。優勢に舞い上がり突出したグスタフを諫めるが、聞き入れてもらえず操縦に失敗。グスタフと共に三黒将に捕らえられてしまい消息不明となる。
実は生き延びておりEP2にてキャンシード公国に寝返った。クラスもエレメンターからウィザードに変わっており、変身できるイドラもケートスからアンドロメダになっている。
議会派のビクトリアを利用して成り上がろうとしたが、最終的に一騎打ちを挑んだビクトリアの想定外の強さに敗れ命を落とす。

### 4章から登場
ヴァルター
声 - 斉藤隼一
ゾズマの関門たる砦を守る、中級貴族出身の守備隊長。マドックとは親友であったが、彼は5年前、ロウの立場と軍の地位を捨てて突如失踪してしまった。
列伝では家柄同士で決めただけの婚約者がいることが判明する。相手は手紙魔というくらい頻繁に手紙を送ってくるが、ヴァルターは愛情を感じておらず「出世に期待しているだけ」と断じている。それでも結婚すれば将来的には有利になるので、愛がなくとも我慢しなければと考えていた。そんな中、失踪したはずのマドックと戦場で遭遇。反乱軍へと身を落とした親友に打ち勝つも殺すことはできず、その間隙を突かれる形で逃げられてしまう。マドックからその中途半端さを指摘され、更に「命を懸けてでもやり遂げようとするものがない」とまで言い捨てられてしまった。苦悩した末にヴァルターは己の生き方を決断することとなる。
エマ
声 - 渋谷彩乃
ヴァルターの部下でアーチャーの少女。気弱な性格で、同僚たちがロウの在り方から逃げるようにカオスへ転じたことを憂えている。一方でカオスに対して興味を示すような発言も見られる。
列伝では自分の優柔不断な生き方に悩んでおり、白羊騎士団の面々にアドバイスを求めてくる。ルートによって決断し、ロウかカオスになるか決定される。
シェンク
声 - 伊原正明
ぽっちゃりした商魂たくましきカオスの商人。うさんくさい容姿だが様々な相手と取引を交わしており、幅広い情報網を持つ。ライナーとは同じカオスということで仲が良い。しかし、後ろ盾のないカオスの生活に嫌気が差し、ロウになることを検討中。
列伝では劇中に登場する装備品であるシンボルについて語っており、その話を聞いていたライナーも夢中にさせていた。
ロウ分岐はカオスからの脱却に成功し、帝国民に対して商売繁盛するといった内容、カオス分岐は周囲に説得され今まで通りのカオスの商売人として商売やシンボルの活動をするというもの。
季節イベントではライナーと共謀し、豪華景品を用意した大会を開催する。
ゾラ
　声 - 古賀葵
反乱軍の幹部・三黒将（さんごくしょう）の一人。ダンサーの女性で帝国に怨みを持つ。砦の門を破るべく攻撃を集中させ、一方で食料を奪うという本懐を成し遂げ、マドックたちと共に撤退して行った。
列伝では彼女の過去が判明する。元々は辺境に住んでいたデモニックだったが、その見た目から帝国の人狩り兵に拉致され、見世物にされて弄ばれていた。そして本編の五年前、人狩りから助けにきたマドックと遭遇し、彼に連れられる形で共に解放軍に身を投じた。その後、盟主メッサーラに女として好意を抱き、彼の理想を叶えるべく側近となった。ダークファルスを利用することに関しては賛成できないでいたが、メッサーラへの想いからなにも言い出せないでいた。自分と同じように解放軍へ連れ去られたステラを見て同情するも、彼女には「仲間」という支えがあった。ただ怯えていただけの自分とは違うことを知り、恥じ入ったゾラは今後の生き方を決断することとなる。
12章ではユリィたちの戦いに敗北。そのまま逃げることもできたが、負傷したマドックを見捨てることができず投降する。14章ではダークファルスを復活させた責任を果たすべくキバキと共に白羊に加勢し、王都を蹂躙するイドラと戦った。
マドック
声 - 斉藤隼一
反乱軍のウィザードでゾラの側近。レイチェルが撤退した後、第二派としてウィザード隊を率いて現れた。元々はロウの人間であり、ヴァルターとは浅からぬ因縁がある様子。
五年前まではヴァルターと同僚だったが、人狩りたちからゾラを助けた際に運命的な出会いを果たし、彼女と共に反乱軍へと身を投じた。結果、ヴァルターは彼に代わって出世街道に乗ることとなった。
11章ではゾラを守るために捨て駒になる覚悟でレイチェルと共に白羊に決戦を挑み、戦いの末に敗北、捕虜となった。
レイチェル
声 - 野水伊織
三黒将ゾラの配下でベルセルク隊の隊長を務める女剣士。戦いと破壊を求めており、帝国の人間は殺すと公言している。四章にて部隊を率いて砦侵攻の先陣を切るが、ユリィたちに撃退された。
列伝ではカオスの民の村の出身であることが判明する。帝国軍によって故郷を襲われ、家族は慰み者にされた上に殺されてしまい、そしてレイチェルは復讐鬼となった。砦侵攻作戦でユリィたちに撃退された後、撤退命令を無視して再度突撃。死角から攻め込もうとしたところ、カオスの難民と遭遇。「作戦の邪魔」「帝国に逃げるようなカオスも同罪」として虐殺したところ、傍観していたジャスパー一家と遭遇。カオスの民を殺したことを告げると、ジャスパーからもう一人の人格が表出し戦闘となる。ジャスパーに勝つことはできず、彼の言葉で精神的に追い詰められていき、復讐鬼と化した自分が帝国となんら変わりないことを突きつけられる。正気を失ったところで部下たちに連れられて撤退していった。その後、マドックから命令違反を問われ、更に自分が殺したカオスの民の大半が同郷の者たちだったことを告げられ、激しい罪悪感に囚われてしまった。以後は「悪魔を憎む余り自分も悪魔になってしまった」と自覚し、狂気を消し去って落ち着いた雰囲気を漂わせる女性へと変わった。台詞も敬語になるため、運命分岐後はどちらを選んでもキャラクターの変化が激しくなる。
11章にてマドックと共に白羊に決戦を挑むが敗北。マドックと共に捕虜となった。

### 5章から登場
パイ
声 - 不明
アンナマリーのスターゲートによって異界から呼び出されたロボット。小さく丸っこい見た目。なぜかプログラムが勝手にユリィをマスターと認識し、そのまま白羊騎士団に付き従う。
8章ではなぜかリリーパ族の言語を翻訳することができた。以後もリリモの台詞を翻訳するなどしている。
正体は、『ファンタシースターオンライン2』における「マグ」である。しかしなぜユリィをマスターと認めたかなどについては一切不明のままである。
ジークムンド
声 - 小山力也
正統レオリア帝国の皇帝。一人称は「余」。20年前、「アルゴノーツ」の一員としてアンナマリーたちと共にダークファルス・テアトルと戦った。その時に手傷を負わせており、彼から激しく憎悪されている。
八章終盤では反乱軍がテアトルの「魔力」の封印解放に向けて動き出したことを察知し、自ら兵を率いて反乱軍の討伐へと向かった。十一章にて宿敵メッサーラと激突。死闘の末にメッサーラとトールビョルンを討ち取った。メッサーラから最期の言葉としてダークファルスを倒すように告げられるが、エルウィンの裏切りによって致命傷を負い、戦友の後を追う形で逝った。ダークファルスを倒すという約束は果たせなかったが、戦友と同じ日に生を終えることには一抹の満足を得ていた。
エルウィン
声 - 内山昂輝
皇太子。皇帝一族の長兄だが、なぜかゾディアートに備わっているはずのイドラ化能力がなく、グスタフやゲルダには見下されている。また身体も弱く、大人しい雰囲気をまとっている。ローザリンデからは強く深く尊敬されている。イドラ化能力を持たない一方、魔法の腕前は国内随一であり、武術大会ではグスタフを破ったこともあり、それ故に弟からは敵視されている。
六章ではサーシャからの要請を受けて白羊騎士団を援護するべく兵を率いて駆けつけ、反乱軍に睨みを利かせた。その際にダークファルス・テアトルと擦れ違い、凄まじい禍々しさを感じ取っている。七章ではユリィたちを賢者アストライアのもとまで案内した後、帝都レグルスへと帰還。八章終盤にて皇帝にダークファルスの脅威を伝えた。九章では密かにプラエキプア島に赴き、「誰か」と接触していた。十章では自ら指揮官となって陣を展開し、反乱軍との決戦に供える。そして奇策を用いて弟妹と白羊が指揮する精鋭部隊を反乱軍の本陣へと突撃させた。その結果、三黒将の二人と側近を捕縛するに至る。ジークムンドとメッサーラの戦いも父の勝利に終わり、続けて現れたダークファルス・テアトルも白羊に追い詰められる。そこでエルウィンは、星剣ライオネルを受け取り自らの手でとどめを刺そうとする。
ライオネルを受け取った瞬間、父の腹を刺して致命傷を与えた。そしてダークファルスをその身に宿し、新たなる依代となって絶大な力を得た。
実はイドラになれないことで激しい劣等感を抱えており、このまま皇帝になったとしても「イドラになれない皇帝」として周囲に見られると考えていたところ、ダークファルスの存在に目を付ける。密かにプラエキプア島にてダークファルス・テアトルと取引を交わし、邪魔者となる白羊や皇族を抹殺する代わりに自分を依代にするよう告げた。帝国と反乱軍の激突もエルウィンが考えたシナリオであり、ユリィたちを敵本陣に突入させる一方で反乱軍に情報を流し、双方が相討ちになるように仕組んでいた。
力を手にした後は、ユリィに対して「シーシアスの息子とはいずれ決着はつける」と告げ、最後の封印である「魂」の解放を求めて姿を消した。13章では帝国兵や弟妹たちにダークファルスの力の一部を授け、支配下に置いた。続けて「魂」の封印も解き完全復活を迎える。手始めに歴史の闇に葬られたレオリアの皇子ギルベルトを復活させ、将軍の地位を与えた。そして「ダークファルスの力を利用した絶対的な帝国の設立」を果たすべくレグルスへと帰還した。
14章ではユリィたちと激突し、ダークファルスの力によって引き出されたイドラ化能力によって「ダークレオ」へと変身。死闘を演じるがユリィには勝てず、テアトルからも「お前ではユリィには勝てない」と見限られ肉体を乗っ取られてしまう。しかし、テアトルがユリィたちに追い詰められ、逃走を目論んだ時に再び表出。敗北を認めた今、ダークファルスという禍根を残すことはできないとテアトルの動きを封じる。そしてローザリンデに懇願して星剣ライオネルによってその身を貫かせ、テアトルを道連れにする形でこの世を去る。
ゲルダ
声 - 小清水亜美
レオリア帝国の第一皇女にして、レオ【獅子】のゾディアート。優秀な頭脳と、帝国屈指のエレメンターとしての腕を持つ一方、その心の中には激しい愛憎の炎が渦巻いており、配下からは肉親すら殺しの対象に入れることに恐怖を抱かれている。
皇帝の三番目の子であり、ローザリンデの姉でエルウィンやグスタフの妹。エルウィンを見下し、彼から寵愛を受けるローザリンデに関しても機会があれば暗殺してやろうと考えている。カオスを嫌っているだけではなく、自分たち一族以外のゾディアートは不要とまで考えている。幼い見た目と小柄な体格から、一見すると非力なように見えるが、実際は「一騎当千」と恐れられた実力者を単身で軽々と打ち倒す程の使い手。
グスタフの列伝では、実はエルウィンに対して独占欲を持っていることを匂わせている。しかもグスタフが姦計を用いてエルウィンを追い落とそうとしているのを見抜き、それを（間接的に）白日の下に晒すことでグスタフを破滅させた。
期間限定クエストのストーリーや彼女の列伝では、上記の狂気的な振る舞いはなりを潜め、自分の気持ちに素直になれないという人物として描かれている。期間限定クエストでは、ローザリンデたちが地下道を通って逃げたことで深部に地下遺跡の存在が判明。エルウィン、バルナバス、ヘルミーナと共に調査に赴く。ゲルダとしてはローザリンデたちを追いかけたかったのだが、エルウィンが遺跡に興味を示していたので仕方なくつき合うこととなった。だがイドラの襲撃に遭ってしまい、命の危機に陥る。その際は感情的になってヘルミーナに責任を押しつけていたが、すぐにローザリンデを罠にかけた自分に責任があると思い直した。そして自らイドラ化し、イドラを滅することで王都を守った。
11章ではグスタフや白羊と共闘し反乱軍の本拠地へと突撃する。しかし、それを見越していたトールビョルンの罠により味方と分断されてしまう。三黒将に捕らえられたグスタフの救出に失敗し、自身も捕虜となる。
13章ではエルウィンに救出されダークファルスの力の一部を与えられていたことが判明。ゾズマの砦にて白羊一行を待ち構え、最後の戦いを挑む。敗北したその時さえも「兄のために戦い、死ねる幸福感」に酔い痴れ、ローザリンデに向けて「エルウィンに勝っても負けてもあなたには絶望しか残らない」と嘲笑いながら消滅した。
公式WEBマンガ『さくっとゆるイドラ』では、ゲーム実装に先駆けて登場。ステラと共に開発室に侵入し、ローザリンデの巨乳に対する嫉妬から皇女権限として勝手にパソコンを弄っていた。ローザリンデを嫌っているが、逆に自身は可愛らしい見た目と言うことから好かれている。また独自展開として生存ルートが描かれた。
ヘルミーナ
声 - 橋本結
正統レオリア帝国の占星宰相。エルフの女性で序列を遵守する堅物。「絆など当てにならない」と言い切り、誰に対してもどこか冷たく接する。法を守り正義を貫く姿勢は皇帝にも評価されており、自分に直言できる数少ない人物として買われている。帝国の大学で占星学を修めた占星術師であり、あえて視界を封じることで星の放つ霊気をより敏感に感じとっている。人の放つ気も感じ取れるので不自由はしていない。
列伝では皇帝からの託を頼まれ、賢者アストライアのもとを訪れる。実は皇帝は、ヘルミーナの「見たいものだけ見ている」という視野の狭さを見抜いており、アストライアと話をさせることで成長を促すのが目的だった。作戦は功を奏し、ヘルミーナはアストライアから「人を導くなら人のことをもっと知ってほしい」と諭される。その言葉を重く受け止めた彼女は、「法を守ること」に対する見方を変えることとなった。
ロウルートでは目隠しを取り去って素顔となり、人々と向き合いながら人助けにいそしむ。カオスルートではレグルスには戻らずカオスの民を助けながら大陸を旅し始め、皇帝とグスタフを驚かせた。
10章では皇帝の崩御後、自分がカオスを排他することばかり進言していたために起きた結果として「宰相の資格はない」と打ちひしがれてしまう。
14章ではダンカンやアストライアたちと共に白羊と合流し、王都を蹂躙するイドラと戦った。
戦後は宰相の座をナディアに譲るつもりであったが、ナディアからの直々の頼みで共に宰相を務めることとなった。
バルナバス
声 - 髙階俊嗣
エルウィンが子供の頃から25年仕えた老兵。サイのライカンで、同じく老兵であるベルンハルトとは戦友同士。ベルンハルトが現役な内は引退はできないとライバル視している様子。
13章にてグスタフ、ゲルダが敗れると使命を果たすべく白羊に戦いを挑む。その際、ローザリンデからなぜ側にいながらエルウィンを止めてくれなかったと責められたが、側にいたからこそ止められなかったと答える。「イドラになれない皇太子」として白眼視されてきたエルウィンの苦しみを知り、だからこそ彼を見捨てることができなかった。なによりもエルウィンから必要とされたことで最後まで側に仕える決意を固めていた。激闘の末敗北。今わの際にローザリンデに星剣ライオネルを託し、エルウィンの言葉である「私かお前か」を伝えた（バルナバスが敗れることがあれば星剣を返すようにエルウィンから命じられていた）。その最後はローザリンデを悲しませたが、戦友ベルンハルトからは「臣下として名誉の死」であると称えられた。
ヴォルフ
声 - 相楽信頼
レグルスの闘技場のチャンピオン。ある事情から莫大な借金を抱えており、返済のために奴隷として戦っていた。本来なら軍の幹部にもなれるほどの実力者だが、世話にはなれないとその道を断っている。父親はロウの有力者だったのだが、反意の疑いを帝国にかけられて破滅していた。彼が帝国に組しなかったのはこのためであり、借金返済にこだわったのもそのためである。
列伝は借金の返済を終え、奴隷から解放された。そして自らの置き場所を白羊騎士団に定め、迎えにきたタニアの案内でユリィたちに合流しようとする。だがその力が帝国から離れることを見過ごせなかった者たちの暗躍により、命を狙われることとなる。グスタフから「将軍の地位を与える」ことを条件に軍門に降るように言われるが、これを拒否。グスタフさえも寄せ付けない実力を披露するが、そこへケンペルから「エルウィンの後ろ盾になっていた父親が邪魔だったから破滅させた」ことを告げられる。父親が謀略に掛けられたことを知ってショックを受け、グスタフもそういう事情があるなら部下にはならないだろうと処刑を決定する。だが直後に白羊騎士団が援護に現れたことで事なきを得た。
タニア
　声 - 古賀葵
レグルスの闘技場の準チャンピオン。ヴォルフには一年挑んでも勝つことができなかった。ユリィたちに敗北を喫した後、チャンピオン超えは彼らに託した。
列伝ではヴォルフを破ったユリィとジャスパーの強さに惚れ込み、彼らの強さを秘密を知るべく白羊騎士団に押しかけてくる。一方で、強くなった暁にはユリィとジャスパーと再戦したいと考えている。
ヴォルフの列伝では、彼を白羊騎士団に迎えるため使者として登場。ヴォルフに対して敬語で接するなど、自分の上に立つ者として尊敬している。

### 6章から登場
メッサーラ
声 - 武内駿輔
反乱軍（解放軍）のトップ。スコーピオ【天蝎】（てんかつ）のゾディアート。20年前はアンナマリー、シーシアス、ジークムンド、ダンカンらと協力し、アルゴノーツの一員としてダークファルスと戦った。現在はダークファルスを復活させ、帝国への牽制に用い、理想の世界の実現に向けて暗躍する策謀家となっている。
11章にて宿敵ジークムンドと激突。死闘の末に敗れはしたが、戦友の手で倒されるという結末に満足した様子で果てた。
トールビョルン
声 - 福西勝也
反乱軍の幹部・三黒将の一人にしてリーダー格。不気味な風貌の男で、種族はエルフ。ゾラが敬語を使っていることから立場は上の様子（ただしまったく尊敬されていない。しかも終盤ではまった敬語を使われなくなった）。反乱軍では参謀を務めており、頭もキレるがそれを誇示するような言動をするところがある。また無駄を嫌う厳しい性格から部下たちには「怖い人」という認識をされている。
10章では三黒将と配下たちを率い、ユリィたちを罠にかけて絶体絶命の危機に陥らせる。グスタフ、ゲルダと続けて捕縛し、最後にローザリンデも拘束しようとしたがジャスパーたちの加勢によって覆される。ユリィたちに戦いに敗れ、キバキとゾラは降伏。だがトールビョルンだけは最後まで抗い、メッサーラに力を振るうよう懇願した。十一章ではメッサーラと共にレオリア本陣へと突撃を敢行。ジークムンドとの戦いに加わる。死闘の末、メッサーラと共に斬り捨てられ、理想を果たせなかったことを詫びながら息を引き取った。
列伝ではダークファルスを復活させる以前の彼が描かれた。元々は賢者アストライアに仕えるエルフだったが、思想に違いから離反。森を出て反乱軍に加わった。そしてメッサーラにダークファルスを復活させて利用することを進言するが、なかなか受け入れてもらえずにいた。その後、キバキの武力と自身の智謀を合わせて帝国軍を撃破するなど活躍を見せるが、捕虜となった者たちを全員処刑するなど非情な決断を平然と行った。キバキからは「このことは黙っていた方がいい」と忠告されてしまった。ロウルートではこの大量虐殺をゾラに知られてしまいメッサーラに報告されてしまう。メッサーラから「トールビョルンは帝国に対する復讐心から虐殺を行った」と誤解され、盟主を説得できない自分が理想を果たせるわけがないと反乱軍を去ろうとする。ゾラに引き留められるがこれを振り切り、ロウとなってアストライアの元へと戻っていった。実はトールビョルンの掲げる思想とは、「戦争のない平和な世界」であった。しかしアストライアには「人間は争うもの。そんな世界はあり得ない」と否定されてしまい、自身の理想が間違っていないと証明するために反乱軍に加わっていた。カオスルートでは大量虐殺の件は明るみに出ることなく、メッサーラからもダークファルスの利用を認められる。順風満帆なところ、突然キバキから勝負を挑まれ戦うことに。これを退けるとキバキから待ったをかけられ、弁明される。トールビョルンがダークファルスに操られて正気を失っていたのではないかと勘違いしていたという。だが戦いを通して疑いも晴れ、トールビョルンは「理想」の実現に向けて驀進する。
キバキ
声 - 武田羅梨沙多胡
反乱軍の幹部・三黒将の一人。小柄なアサシンの少女で、ヤマネコのライカン。三黒将の中ではかなり明るい性格で好奇心旺盛。高い実力に反して可愛らしい見た目のため部下たちにも人気がある。反乱軍に入る前は喰うか喰われるかの世界で生きており、「生きる」ということに執着する一面を持つ。
十章にて本陣に突撃してきたユリィたちと交戦。トールビョルンの策によりグスタフ、ゲルダを捕縛し、続けてローザリンデも捕らえようとするがジャスパーの横槍によって失敗に終わる。その後、ユリィたちとの戦いに敗れ、自分と部下の命を優先し降伏した。
14章ではダークファルスを復活させた責任を果たすべくゾラと共に白羊に加勢し、王都を蹂躙するイドラと戦った。
ダークファルス・テアトル
声 - 天海由梨奈、内山昂輝（14章、15章のみ）
メッサーラの側に立つ謎の少年。正体はダークファルス・テアトルの「精神」が復活した姿。「精神」「魔力」「魂」の三つの分割して封印されており、「精神」のみが復活した状態なので今は子供程度の力しかない。メッサーラによって各勢力を牽制するための駒として利用されているが、いずれは力を取り戻し、自分を封印した者たちに復讐を目論んでいる様子。特に自分に手傷を負わせた皇帝ジークムンドに対する怨みは深い。
9章ではプラエキプア島に封印されていた「魔力」が解放され力を取り戻す。狂気的なテンションを見せるがローザリンデが星剣ライオネルを持っていると知ると途端に狼狽え、メッサーラに促される形で撤退した。置き土産に兵士の一人に魔力を与え、イドラ・ヒュドラへと変貌させた。実はジャスパーの故郷を滅ぼし彼の父を殺した仇であると判明する。
13章にてついに「魂」の封印が解かれ完全復活を迎える。いつでもエルウィンの肉体を乗っ取ることができたが、約束通り自らは「観客」として彼の行いを静観することに。しかし14章でエルウィンがユリィに追い詰められると「お前ではこの男には勝てない」と見限り、エルウィンの意識を封じ込めて肉体を乗っ取ってしまう。ユリィに仲間たちの幻影を見せて隙を突き、異界へと連れ去りポラリスの力を奪いにかかる。だが15章にてステラたちにユリィは助け出され、目論見が外れたことで激昂し最後の戦いを演じる。
ラストバトルの際には、自分が【深遠なる闇】という存在によって生み出された【劇場】（テアトル）の名を持つダークファルスであることを明かし、ヴァンドールを支配してきたと語る。一回戦、二回戦は巨大な怪物の姿で戦うが、最終戦では真の姿となって死闘を繰り広げる。敗北後は逃げを打って再び力を蓄えようとするが、エルウィンによって肉体の動きを封じられる。最期はローザリンデとジャスパーが手にした星剣ライオネルによって依代ごと消滅した。

### 7章から登場
アストライア
声 - 早見沙織
世間的には賢者と呼ばれているが、その正体は神人たちに生み出された「原始エルフ」と呼ばれる女性エルフ。その証として背中には天使や女神を思わせる翼が生えており、100年以上の時を生きている。人間嫌いのため森の中に引きこもっており、基本的に外に出ることはない。平時は女神然としたお淑やかな振る舞いを見せるが、実は短気で感情的になりやすく、怒った時は言葉遣いが一変する。
20年前の戦いでは「アルゴノーツ」の一員としてダークファルスと戦った。実はユリィの父シーシアスに一目惚れし、それで協力したというのが真相。しかし、戦いが終わった後にフラれたためまた引きこもりになった。ユリィたちがダークファルスに対抗するアドバイスを求めて訪れた時は、「ダークファルスとの戦いを繰り返す」ことに疲れて諦観していたと語っていたが、アンナマリーに上記の事実を突きつけられた後、ユリィがかつて愛した男の息子だと教えられ協力を示すようになった。その後、ダークファルスを倒すための方法を調べていたことを明かし、一行に「星剣ライオネル」の存在を教えた。
14章ではダンカンから「シーシアスとの約束」を聞き、恋した男の頼みに応え白羊騎士団と合流。王都を蹂躙するイドラの群れと戦った。
ヘルミーナの列伝では皇帝の使いとして訪れた彼女と対話し、民を守るために民のことをよく知ってほしいと諭した。
戦後は様々な人と関わり「ヴァンドール英雄記」を著す。本作の列伝はこのヴァンドール英雄記を元にしている設定となっている。
キーラ
声 - 綾瀬有
アストライアの側近を務めるエルフの女騎士。大の男嫌い。サーシャの最初の友達。
トトノット
声 - 宮原颯希
アストライアの側近を務めるエルフの少女。間延びした話し方をしたりと言動がどこか幼い。サーシャの最初の友達。森の外に出ることを望んでおり、後に白羊騎士団に合流した。

### 8章から登場
ロクサーヌ
声 - 綾瀬有
砂漠の民として隊商を率いている女性。盗賊たちに物資を奪われそうになった際、ユリィたちに助けられたことが縁で一行のガイド役となった。
リリモ
声 - 武田羅梨沙多胡
リリーパ族の青年。臆病な種族のため警戒心が強く、人前に姿を見せることは滅多にない。後に白羊騎士団に合流した。
リリーパ族の長老
老人の姿をしたリリーパ族。
14章ではダンカンの呼びかけに応じ、リリーパ族を連れて最終決戦に参戦。王都を蹂躙するイドラたちと戦った。
メルダー
声 - 興津和幸
マキナの男性で【人馬】サジタリウスのゾディアート。星帝の命により1000年も昔から「星剣ライオネル」を守っていた。守護者としてユリィたちと戦いを演じ、敗北した後は彼らの実力と人柄を認め、ローザリンデに星剣ライオネルを授けた。
14章ではダンカンの頼みに応え、アストライアやゾラたちと共に白羊に合流。王都を蹂躙するイドラたちと戦った。

### 9章から登場
ウィンディス
声 - 本渡 楓
ジャスパーの妹。ジェミニ【双児】のゾディアート。身内以外には敬語を使い礼儀正しく振る舞う。幼い外見だが年齢は20代であり、商工会会長という地位にある。
厳格な父ネヴィルから、自分たちがゾディアートであることを隠して生きるように育てられた。帝国軍によってプラエキプア島が戦火にさらされるがかろうじて脱出。ダークファルスが封印された後、再び島を訪れ開拓民として暮らしていた。反乱軍によってダークファルスの「魔力」が解放されると知り、ユリィたちに同行する。その際に父に起こった真実を兄に伝えた。
戦いが終わった後は島に残ることを告げ、ジャスパーが戻ってくる頃には今よりも発展させていることを誓った。
11章ではジャスパーが白羊から離脱したことを知って叱咤激励し、共に白羊に合流した。
戦いが終わった後は、アイドル活動に専念するべくリーゼと共に白羊騎士団を去っていったが、キャンシード公国によるレグルス侵攻を受け再び戻ってきた。
ウィンディスβ
ウィンディスのもう一つの人格。一人称は「あたし」で、お転婆な女の子そのままの話し方になる。「大人になりたくない」という想いから精神的な成長が止まっている。この影響により「ウィンディス」の肉体年齢も少女のままである。
リーゼ
声 - 野水伊織
ウィンディスに仕えるクールなメイド。無人島と化したプラエキプア島にてウィンディスと共に開拓民として過ごしている。また商工会会長としてのウィンディスの秘書でもある。
ネヴィル
声 - 不明
故人。ジャスパーとウィンディスの父親。ジェミニ【双児】のゾディアート。厳格で理知的な振る舞いをする。
「力を持つ者は他人に妬まれる」と考えており、海上の要衝であるプラエキプア島を守るために戦いを避け続けていた。自分がゾディアートであることを知られれば帝国に力を利用される恐れがあるとして正体を隠し、20年前のダークファルスとの戦いにも加わらなかった。
息子が将来苦労しないようにと6歳から大陸の学校に入学させ、学問を学ばせようとした。その後、帝国軍がプラエキプア島に攻め込んできた際に命を落とす。その後、帝国軍が「無抵抗で占領できた」という話を聞いた息子には腰抜けと憎悪されてしまう。
実は村を滅ぼしたのは帝国軍ではなく、当時暴れていたダークファルスであった。ネヴィルは村を守るために男たちと共にダークファルスと戦い、命を落とした。このため漁夫の利を得た帝国軍は労せずして島を占拠できたというのが真相。娘を逃がす際は、戦いを避けることも勇気があってこそであることを息子に伝えるように告げた。
ネヴィルβ
ネヴィルのもうひとつの人格。気性も言葉遣いも荒々しい性格。20年前、村を襲ったダークファルスと戦う際にこの姿となった。

### 10章から登場
ポポナ
声 - ポポナ
白羊騎士団の広報係であり、公式V Tuber。広報活動のため各地を回っていたのでユリィとは面識がなかった。ダンカンと共にダークファルス・テアトルの動向を監視する。
11章にてユリィと対面し、戦場に倒れていたテアトルを紹介した。その後、共に聖地エアロを目指す。役目を果たした後はそのまま離脱した。14章ではダンカンと共に多数の仲間たちを連れて白羊に助太刀する。
ポポナの視点からストーリーを見た外伝「ポポナの冒険」では主人公を務める。
広報係として、イドラ公式Youtubeチャンネル「イドラちゃんねる」で相棒のハトスケと一緒に動画を配信したり、PSO2コラボではイベントNPCとしてゲーム内に登場している（ただし、広報係なのでパートナーカードは用意されていない）。
かねてよりプレイアブル化を切望していたのが叶い、実装された。
ハトスケ
声 - ポポナ
ポポナの相棒の白鳩という設定の腹話術人形。ポポナはハトスケを演じているつもりだが周囲にはバレバレでたびたびツッコミを受ける。
スヴェン
声 - 相楽信頼
ジークムンドの近衛兵を務める青年。捨て子だったところを皇帝に拾われ、当時は暴れたものの今では忠臣として尽くしている。皇帝の命により反乱軍の本陣を目指す白羊騎士団の案内を務めるが、近衛の任を解かれたことに疑問を抱いている。戦地に送られたことから捨て駒にされたと思っていたが、騎士団の戦いぶりを見て「死ぬために戦っているわけではない」と感じ取り、最後まで戦列に加わった。皇帝が崩御した後は墓守として生涯を過ごすことをユリィに告げた。
14章ではダンカンの呼びかけに応じ、ヘルミーナと共に参戦。王都を蹂躙するイドラたちと戦った。
ローザリンデの戴冠式で一度レグルスに戻ってきたがその後は再び帝国とは距離を置いている。
ニコール
声 - 相川奈都姫
反乱軍に雇われていたエルフの女傭兵。ユリィたちが本陣に突撃した際にメンバーと交渉し、数倍の報酬を払うなら撃退してみせると持ち掛けた。だがユリィたちに敗れたため、命あってのものと考え真っ先に撤退した。
シャナン
声 - 村井美里
レオリア帝国とは異なる国家に属する女エージェント。レオリアと反乱軍の戦いが大陸の今後を左右すると見て静観する。
ストーリーでは顔見せ程度しか出番がなく、彼女の動向は列伝にて描かれる。

### 11章から登場
テアトル
声 - 天海由梨奈
20年以上もダークファルスの依代となっていた少年。戦場で倒れていたところをポポナに保護された。ダークファルスから解放され本来の人格を取り戻しているが、記憶を持っていかれてしまったので自分の素性がわからないでいる。失われた記憶とこの世界に対する償いを見出すべくユリィに同行する。13章では聖地エアロに残ることを決め、ユリィと別れた。
プレイアブル化した際は、最初はダークファルスの人格だが運命分岐をすることで本来の人格となる。
ミント
声 - 加藤英美里
クレメンスの孫娘でライブラ【天秤】のゾディアート。聖地エアロの門番を務める。おしゃまで気が強く生意気だが、ユリィの戦いぶりを見て称賛するなど根は素直。
14章ではダンカンの呼びかけに応じ、最終決戦に参戦。王都を蹂躙するイドラたちと戦った。
クレメンス
声 - 大塚芳忠
聖地エアロを守る壮年のモンクでライブラ【天秤】のゾディアート。孫娘のいる年齢だが喋りは若い。力の解放を求めてやってきたユリィに試練を課し、この世界から滅んだ「蒼世」文明や神人の真実を教える。
実は20年前にダークファルスと戦った者の一人であり、シーシアスから「息子がここへ来たら真実を明かすように」と託されていた。その言葉の通りユリィとは四度も戦い、その意志の強さを認め、ポラリス【天極】のゾディアートとしての力を解放させた。
14章ではダンカンの呼びかけに応じ、最終決戦に参戦。王都を蹂躙するイドラたちと戦った。
マトイ
声 - 佐藤聡美
『ファンタシースターオンライン2』の主要人物の一人でスターゲートを通ってこの世界にやってきた少女。聖地エアロの遥か上空「スペースステーション」にてユリィを待つ。ユリィと戦った後はその力を認め、協力することを約束する。だが自分がするのは「協力」だけであり、この世界を守るのはこの世界の人々だと述べた。ユリィが試練を乗り越えた後は聖地エアロに残った。
実装当初は強力な全体攻撃に毎ターンの大幅な回復と恐ろしい強さを誇っていたためストーリーに詰まるプレイヤーが続出したが、13章の実装に伴い大幅に弱体化された。
EPISODE1のエピローグでは、自身と同じようにスターゲートを取ってやってきたクーナ・フラミィ（セラフィ）・ジェネ・リサとともに「スターゲート隊」を結成。新たに生まれようとしているダークファルスとヴァンドールで目撃されている「あの男」の調査を始めた。
パロミッタ
声 - 橋本結
聖地エアロで救急医療士を務めるマキナの女性。

### 12章から登場
ココロック
声 - 古賀葵
ノームの少年。ダークファルスの「魂」が秘されたノームの霊廟を守っている。そこに攻め込んできたエルウィン配下の帝国軍に劣勢を強いられ、命尽きるまで戦う覚悟を決める。だがオデットから「封印よりも命を大事にすべし」という掟を告げられ、仲間たちと共に撤退した。
14章ではダンカンの呼びかけに応じ、最終決戦に参戦。王都を蹂躙するイドラたちと戦った。
オデット
声 - 宮本侑芽
デモニックの少女。ココロックたちと共に霊廟に眠るダークファルスの「魂」を守っていたが、エルウィン配下の帝国軍に劣勢を強いられ、ココロックを説得して撤退した。
14章ではダンカンの呼びかけに応じ、最終決戦に参戦。王都を蹂躙するイドラたちと戦った。
ギルベルト
声 - 古川慎
300年前に存在したレオリアの皇子。火属性のレオではなく、水属性のダークレオに変身する「異端（ローバー）」のゾディアートだったため周囲に認められず、存在ごと抹消された。ダークファルス・テアトルの「魂」の封印を解いたエルウィンによってスターゲートの能力で現世に召喚され、将軍の地位を与えられた。同じく「異端」であるエルウィンには忠誠を誓っており、絶対的な力を象徴とする国家を作るという野望にも共感している。
14章にてレグルスの城門で白羊騎士団と激突。エルウィンが展開した結界の効力によってステラたちのイドラ化を封じ優位に立つが、駆けつけたユリィには歯が立たず倒された。消滅する際は主の野望を果たせなかったことと、人間の力を侮らないように言葉を遺した。

### 14章から登場
マリー
声 - 不明
初代アリエスのゾディアート。ステラの先祖に当たり、彼女のことを「遠い自分の娘」と見ている。スターゲートの先にある異界に佇んでおり、ダークファルス・テアトルの術中に嵌ったユリィを助ける手助けをした。

### EPISODE2から登場

#### キャンシード公国
ロッキンガム
声 - KENN
北方の軍事国家キャンシード公国の太子にして軍の総司令官。キャンサー【巨蟹】のゾディアート。キャンシード公国の地に眠るダークファルス・ケイブを目覚めを目論む。
大公の弟であるという身分を快く思わない勢力により士官学校に入れられており、在籍中に度々命を狙われるもこれを生き延びる。腐敗した高官を廃するために士官学校の卒業式に一斉蜂起して軍部を掌握した。その後は士官学校時代の仲間を要職に就け大公アイリーンをダークファルスから解放するための準備に奔走する。
終盤では星輝士たちと和解を果たし、誇り高きゾディアートとして部下を率いて参戦。ダークファルス・ケイブの機体まで乗り込むが、ビクトリアとの戦いで負傷。決着は星輝士たちに託した。
アイリーン
声 - Lynn
キャンシード公国大公。ロッキンガムの実姉。ダークファルス・ケイブと生命を共有しており玉座から動くことが出来ない。
ランブリッジ
声 - 伊東健人
キャンシード公国参謀総長。ロッキンガムの士官学校時代の先輩で優れた能力を持つ。
普段はロッキンガムに対して敬語で話すが、士官学校の先輩や友人として話す際はロックと呼び砕けた口調になる。
リンジー
声 - 福原綾香
デモニックの女性。キャンシード公国軍少佐。カプリコーン【磨羯】のゾディアート。ジゼルを激しく憎んでおり、ジゼルを殺すことを第一の目的としている。かつてのジゼルとの戦闘訓練で左角が欠けている。
聖地エアロにてジゼルを追い詰めるが突如軌道エレベーターが落下、ジゼルの能力によって一命はとりとめたものの捕虜の身となってしまう。その後ルルテミアを狙いに来たファーリィ達と合流しキャンシードに帰還するが、議会派のスパイであったファーリィの裏切りにより行方不明となってしまう。
幼少期はジゼルと同じキャンシードの実験施設「エデン」に収容された友人同士だった。だが怪我で施設を離れている隙に何者かに仲間を皆殺しにされてしまう。それ以降、犯人と思しきジゼルを憎むようになるが、EP2第7章にてエデンの事件の真相を知りジゼルと和解する。
その後、真犯人であるファーリィを庇って命を落としてしまう。しかしその亡骸はファーリィによって回収され、ダークファルス・ケイブが倒された後でジゼルに引き渡され「フェニックスの力」によって息を吹き返す。命を救われたことで改めてジゼルに感謝を示した。
ファーリィには手ひどい裏切りを受けたものの完全に憎むことはできず、副官として戻ってくれることを望んでいた。
メルヴィ
声 - 黒木ほの香
キャンシード公国軍中佐。ロッキンガムの側近。士官学校時代にロッキンガムに心酔し以降腹心として仕えている。
本来の勢力はロウだったがロッキンガムを守る力を得るためにカオスへと転向した。
庶民の家の出だったが士官学校の前に通っていた学校の教師の推薦で貴族が通う士官学校に入学することが出来た。しかし天塔作戦前の軍内部の不穏分子の捜査で反乱の黒幕としてその教師と再会、これを捕縛することとなる。
クルーラ / クルーラα
声 - 富田美憂
キャンシード公国の研究開発部門代表。異端の【双児】のゾディアートでもある。ロッキンガムによる蜂起以降、公国が用いる新兵器の多くを彼女が作製している。宇宙に漂流していた宇宙戦艦アヴァロンを動かせるようにしたのも彼女である。
見た目は幼いがメルヴィとは士官学校の同期であり同い年。
他人を実験材料としか見ないマッドサイエンティスト的で横暴な性格だが求められた製品水準は必ず満たすだけの技術を持っており、そのためならば他者からの指摘に対して素直にではないが受け入れる度量も持つ。知識と技術に対しては年齢や身分は関係なく真に優れたものだけが称賛されるべきだという理念を持ち、自身の立場に忖度して本来と異なる評価を付けられることを嫌う。
クルーラβ
【双児】の特性によるクルーラの別人格。αが女性の人格であるのに対しβは男性の人格をしている。幼い無邪気な性格でαよりも女の子っぽいと評される。
クソバカくん
クルーラの護衛を務める一般兵。クルーラの横暴さにすぐに逃げ出していた前任までの護衛とは異なり、彼女に言われたことに素直に従い彼女が満足する成果を上げていることから気に入られた。クルーラの試作した銃の分解に手間取ったため「クソクソバカ」と呼ばれたが、実際に戦場で銃を扱う一般兵が整備に必須である分解に手間取ったという事実が改良へのヒントに、そして軍の正式銃への採用へと繋がったことで「クソバカ」に昇格した。
ファーリィ
声 - 上田麗奈
キャンシード公国軍中尉。リンジーの副官。料理に並々ならぬ思い入れがありキャンシード軍の粗末な食事に憤る面もある。
その正体は、親に捨てられ非合法な手段で生き延びていたところを暗殺ギルドに拾われた殺し屋。「ファーリィ」という名も任務で用いる数ある偽名の一つで本名は不明。「ファーリィ」の口調も仮のもの。
エデンの存在を危ぶんだ旧軍部の人間から依頼されたギルドの任務でエデンに潜入し、ジゼルやリンジーの仲間だった天使候補生を皆殺しにした張本人。その際に不死身のジゼルと治療で不在だったリンジーの暗殺に失敗したことで拷問を受けている。
未達成に終わった任務を完遂するため暗殺の機会を窺っていたが、ジゼルもリンジーも暗殺者では手の届かない立場の人間になってしまったため議会派の力を借りて軍に入隊しリンジーの部下となった。
しかしそのリンジーに身を挺して庇われ命を救われるという有様になってしまう。リンジーの遺体を回収すると主人公たちがダークファルス・ケイブを倒した後、ジゼルに渡して「フェニックスの力」で再生させてほしいと願い出る。ジゼルには副官として戻ってきてほしいと頼まれたが、それではこれまで奪った命に言い訳ができないとして殺し屋としての道を歩む決意を述べる。それはこれまでの責任を取るという意味であり、血塗られた宿命に終わりを迎えさせるという意味だった。最期に「少佐に仕えられて幸せだった」と「ファーリィ」として微笑を見せ、大気圏へと身を投じ炎の中へと消えていった。
ゆるイドラでは大量虐殺の設定はなくなり、高ホセ一隊は食中毒によって倒れたということになった。その場にいたファーリィはジゼルの食事を奪って食べたが、同じく食中毒でひどい目に遭っていた。終盤では原作通りスパイだったものの改心しており、ビクトリアたちをひっ捕らえるという大役を果たした。このため原作とは大きく展開が変わり生存している。
ビクトリア
声 - 種崎敦美
キャンシード公国の議長。キャンサー【巨蟹】のゾディアート。議会派を束ね軍部へ反旗を翻す機会を窺っている。
王家の血を引いているが祖先が異端のゾディアートであったため王族から外され迫害される身となった。そのためゾディアートであることは隠して生きている。人の姿と機械のボディを持つ「半機半人」の存在で、自身の「計算」に絶対の自信を持つ。それ故に本性は傲慢。最終的に自分の計算を狂わせるほどの強さを持つ星輝士を強く敵視するようになる。
EP2終盤ではついに反旗を翻し、ロッキンガムたちを出し抜く。最終章ではジゼルの命を用いて機神ダークファルス・ケイブを完全復活させ自ら操縦者となる。そして本作の真の最終ボスとして主人公たちと一戦交えることに。その歪んだ精神はダークファルスにふさわしい者であり、自ら【洞窟】としてヴァンドールを導く『神』になろうとする。またケイブの繰り手となった影響で容姿も変化した。
最終決戦では主人公たちに対して「一介のイドラが機神に勝てるわけがない」と勝ち誇るも死闘の末にケイブを破壊される。だが操縦席のある頭部は健在であり、崩壊する機体から分離。マチルダに勝利を約束し、星輝士たちに最後の戦いを挑む。それでもビクトリアの「計算」を超えた「絆」を持つ主人公たちには及ばず今度こそ敗北。最期は星輝士たちの勝利を讃え、そしてマチルダに詫びながら崩壊するケイブの頭部の中で運命を共にした。
本性を現した後は周囲に冷酷な振る舞いを見せながらも、マチルダに対してだけは友愛の情を抱いていた。
ゆるイドラでは反旗を翻したファーリィによってマチルダ諸共捕らえられたため、ケイブを起動させることなく物語から退場した。このため2人揃って生存している。
マチルダ
声 - 石上静香
ビクトリアの護衛を務めるライカンの女性。自身を見出してくれたビクトリアに忠誠を誓っている。ビクトリアがダークファルス・ケイブを利用して反旗を翻した際も忠義に従って主人公たちと敵対。ビクトリアが敗れても忠義を貫き、共に消滅した。
クロムウォール
声 - 不明
議会派に属する男性型の機械。全身を大仰な機械式の鎧で覆っており、僅かに見える口の付近が生身に近い見た目をしているため一見普通の人間であるかのように見えるが、首を落とされても問題なく稼働できるれっきとした機械である。

#### その他
ニュウ
声 - 嶋村侑
戦士が持つマグ。同じマグ同士パイとは気が合うらしい。
ダークファルスの目覚めに呼応して覚醒した戦士の道標となるが、目的のためには手段を選ばない機械らしさがある。
その目的は「ダークファルス・ケイブの復活を阻止すること」でありその中には「ダークファルスの不死身の核となり得るジゼルを殺す」ことも含まれる。聖地エアロでの軌道エレベーター落下もそのためにニュウが仕組んだことであった。最終的にその極端さを危惧したミラベルの提案により戦士の手で電源を落とされ活動を停止した。
ダークファルス・ケイブとの戦いが終わった後、ミラベルの依頼によりクルーラがデータ消去処理を施したうえで再起動された。
ミラベル
声 - 朝日奈丸佳
原始エルフ種の少女。アストライアと同じ種族だが片翼しかない。珍しい種族を狩る賊に家族を皆殺しにされたところをアストライアに匿われた。この件が原因で心を閉ざしており自分の人生を他人に委ねて生きていたが、ジゼルたちとの交流を経て自分の人生の傍観者であることをやめる。冷静で理知的な性格だが心を開いてからは感情を表に出すようになった。
最終決戦前の作戦会議でニュウが敵に狙われているジゼルをレグルスへ置いていくことを提言した際に、それを感情論で否定して同行を求めるなどやや短絡的な発言をすることもある。そして実際にジゼルはリンジーを救う際に議会派の罠に嵌められ拘束、作戦会議で「捕まった際には迷わず殺して欲しい」と言っていたことも反故にしてしまう。
ルルテミア
声 - 高森奈津美
ノームの少女。サジタリウス【人馬】の正統なゾディアート。今は亡きサジタリア王国の王族であり、砂漠の地下の王宮で生活している。
天塔作戦の火のゾディアートの確保に失敗したキャンシードの次の標的として狙われ連れ去られてしまう。
イヘルマ
声 - 白石晴香
ルルテミアに仕えるマキナの女性。普段は丁寧でお淑やかな性格だがルルテミアに危機が迫ると豹変し粗暴な口調になる。

### その他の人物
シーシアス
声 - 不明
故人。ユリィの父親。20年前、アンナマリーやジークムンドたちと共にダークファルスと戦った英雄の一人。彼女たちの中でも抜群の腕を持つ戦士だったが、ダークファルスの封印後、妻を娶ると同時に人前から姿を消した。ユリィ誕生後、妻と共に流行り病で亡くなる。しかし死の直前、友人ダンカンに息子を託した。ユリィにはロウとカオスの争いに巻き込まれず、船の上でおおらかに育ってほしいと願っていた。
正体はポラリス【天極】のゾディアート。当時のダークファルス・テアトルを追い詰めて封印した。
クーナ
声 - 喜多村英梨
『ファンタシースターオンライン2』の主要人物の一人。ある日突然異世界ヴァンドールへとやってきてしまい、白羊騎士団に保護されることに。以後は自分がこの世界にきた意味を探るべく行動することとなる。
EPISODE1のエピローグでは、自身と同じようにスターゲートを取ってやってきたマトイ・フラミィ（セラフィ）・ジェネ・リサとともに「スターゲート隊」を結成。新たに生まれようとしているダークファルスとヴァンドールで目撃されている「あの男」の調査を始めた。
セラフィ（フラミィ）
声 - 喜多村英梨
『ファンタシースターオンライン2es』の主要人物でクエストの管理や、連絡係を担う管理官。クーナ同様異世界ヴァンドールへ飛ばされ、記憶喪失になった状態で白羊騎士団に保護されることになった。適当な名前を挙げて行った際「フラミィ」の名前に反応したためイドラではこの名前で呼ばれている（その他「セーラ」でもやや反応している）。白羊騎士団がダークファルス・テアトルを倒したことで記憶を取り戻したが、フラミィとして管理官の職務を継続している。
EPISODE1のエピローグでは、自身と同じようにスターゲートを取ってやってきたマトイ・クーナ・ジェネ・リサとともに「スターゲート隊」を結成。新たに生まれようとしているダークファルスの調査を始めた。
ジェネ
声 - 雨宮天
『ファンタシースターオンライン2es』のヒロイン。本作ではスターゲートによって異世界ヴァンドールに来てしまったという設定であり、その時のショックで名前以外の記憶を失っている。かなりの美少女であるためジャスパーからは歓迎されている。相手を傷つけたくないという想いから「人間」と戦うことに迷いを抱くが、ローザリンデやジャスパーに諭されたことで迷いを振り切った。
EPISODE1のエピローグでは、自身と同じようにスターゲートを取ってやってきたマトイ・クーナ・フラミィ（セラフィ）・リサとともに「スターゲート隊」を結成。新たに生まれようとしているダークファルスの調査を始めた。
ルーサー＝ラース＝レイ＝クエント
声 - 櫻井孝宏 
『ファンタシースターオンライン2』の主要人物の一人。ほかの主要人物たち同様、スターゲートを通って異界から迷い込んできたが記憶を失ってしまった。
傭兵であるニコールとともにヴァンドールについて調査をしている最中、レオリア帝国地下にある「箱舟」を見つけたことがきっかけで記憶を取り戻し、その後は本来の姿と力を見せるようになる。
分岐前とロウルートではPSO2 EP5で登場した姿、カオスではEP2での「虚空機関（ヴォイド）の総長」としての姿になりどちらの姿でもヴァンドールの各国を旅しており、あちこちで目撃されているため「スターゲート隊」の面々から追跡されている。
プレイヤーのことを「宿主」「君」と呼んでおり、第四の壁を越えて語り掛けているような態度をとっている。
リサ/ハリエット
声 - 花澤香菜（リサ）/ 潘めぐみ（ハリエット）
『ファンタシースターオンライン2』の主要人物の一人。他の主要人物たち同様、スターゲートを通ってヴァンドールに迷い込んでしまった。
ヴァンドールに降り立った際、オラクルとは全く異なるエネミーがあたりを跋扈していることに嬉々として戦っていた。ユリィたちの戦い方がアークスに酷似していることに疑問を持っている。リサの中には「ハリエット」という女性が宿っており、二重人格のように思われがちだがリサが物騒な発言をすると即座にハリエットがリサを諫めるなど「同時に存在する」ことができている。
分岐前・カオスルートではリサ・ロウではハリエットが主人格となっており、リサの時にはボディの一部が赤。ハリエットの時には一部が青に変化。また、分岐後に使用する武器「星銃ハリエット」もどちらが主人格かによって一部の色が変化する。ハリエットの本来の姿はロウ分岐後のエレメンタルブラスト発動で見ることができる。EPISODE1のエピローグではマトイ・クーナ・フラミィ（セラフィ）たちと合流し「スターゲート隊」としてヴァンドールを各地回っているが、リサ自身はダークファルスの事よりヴァンドールにいるエネミーたちとの戦闘に興味を示している。
イオ
声 - 竹達彩奈
『ファンタシースターオンライン2』の登場人物の一人。他のオラクルの人物たち同様、スターゲートを通ってヴァンドールに迷い込んでしまった。
イオもスターゲート隊に合流しヴァンドールの各地を回っている。
アマネ
声 - 小堀幸
幼い容姿をした女忍者。元々は遠くにある東方の国で活動していたが、有力者の秘密を知ったため仲間たちから自害を迫られて逃げ出したため「掟を破った抜け忍」として命を狙われることになった。現在はアンナマリーのボディーガードに雇われ、ユリィの部下になっている。過去に反して明るい性格であり、見た目に反して実力も高い。
当初は期間限定クエストにしか登場しなかったが、8章からストーリーにも顔を出すようになった。基本は敬語だが、ストーリーに出た時は敬語を使っていない。
カオスルートでは、追い忍最強の実力者であるツバクロに対抗するべく、忍法を超える殺法を取得。笑顔を殺意で塗りつぶし、生きるためにツバクロを殺すこと決意する。ツバクロに勝利した後は崖から突き落としトドメを刺した（死体を曝すのは彼のプライドを傷つけると思っての判断だった）。
ロウルートでは、ツバクロを殺すためではなく、忍として血塗られた過去と決別するためにロウとなる。ツバクロに勝利した後は、自分が知った秘密をこっそりと伝え、彼も抜け忍にするという奇策で戦いを終わらせた。
ツバクロ
声 - 竹内栄治
アマネを追う「追い忍」たちの頭。彼女が忍びの掟に背いて逃げたことに疑問を抱いており、アマネの生き方を理解することができないでいる。「アマネを育てた」と述べているが、父親代わりだったのか師匠だったのかは不明。
列伝では、最終的に生きるためにカオスの道を歩んだアマネに敗北する。死体を残すのは生き恥を晒すとして崖から突き落とされたが、その際に謝られ、なぜ敵であるはずの自分にそんな言葉を掛けたのかと再び疑問に囚われる。
カオスルートでは、部下たちに助けられたことが判明する。だが負傷は激しく、本国への帰還を命じられた。しかし「自らの手でアマネを殺す」という妄執に囚われていたためそれを拒否。部下たちから「掟を破った」として粛清されそうになるが、これを返り討ちにする。そしていつかアマネを殺すことを誓った。
ロウルートでは、アマネに敗北したことで自らの生き方に疑問を抱き始める。白羊騎士団と共に歩むアマネの成長を認め、白羊騎士団を新たな主と考えロウへと転向。アマネを狙った刺客を倒した後、ユリィに頼み込んで騎士団へと身を投じた。

### 期間限定クエスト
ヴァネッサ
声 - 神戸光歩
アスタル亭で働くウサギのライカンの女性。
ルーク
声 - 八代拓
ローザリンデの戴冠式の際にダークファルス戦役の英雄である白羊騎士団を一目見ようとレグルスにやってきたアサシンの青年。酒場で白羊騎士団に絡んできた不良を一人であっさりと片付ける高い実力を持っている。キリオンのことをライバル視しているが相手にされていないことを不満に思っている。
追い忍A＆B
ツバクロの配下。野盗に扮してアマネの行方を探っていたところ遭遇し、始末しようとしたが、ユリィたちに阻止される、凶暴化した魔物に襲われるなどのトラブルに見舞われ撤退を余儀なくされた。その後、敵を前にして逃げた上に面も割れたことでツバクロに見限られ、「忍の恥さらし」とコキ下ろされ、すごすごと本国に帰還して行った。当人たちは至って真面目にアマネを討とうとしていたが、そばの実を狂ったように求める彼女に振り回されたり、前述のトラブルに見舞われるなどコメディリリーフの役回りが強い。

## 制作

### 企画・開発
セガ社内にて『ファンタシースター』シリーズ30周年を記念した企画のコンペが行われ、約50本の企画が集まった。最終的には、『ファンタシースターオンライン2 es』を手掛けた田中俊太郎と陳智政の企画が通り、本作へと発展した。
そして、田中はプロデューサーに、陳はディレクターに就任した。
『ファンタシースター』シリーズを広げるという目的から、本作はコマンド形式のRPGとして開発された。
また、本作においては「ストレスなく遊べるようにする」という方針が立てられており、例えば「イドラバトル」の場合、『PSO2』と並行して遊ぶプレイヤーに配慮し、ハーフアニバーサリーの後の更新でクイック出撃が追加された。

### セッティング・デザイン
本作のキャラクターデザインは、アートディレクターの陸浦昌が担当した。陸浦はストーリーや設定をよく理解した上でデザインしているため、キャラクターの背景がデザインに織り込まれていることが多い。例えば主人公のユリィの場合、物語開始時点のデザインは、彼がニュートラルにあることを反映するために無個性なデザインが施された。また、力よりも考え方や寛大さで勢力の異なる者たちをまとめていくという彼の性格を反映するため、装甲を控えめにし、鎧のような服装がデザインされた。一方、物語が分岐した後のユリィの姿はいずれもヒロイックで主人公らしいデザインとなった。
また、カオス勢力のキャラクター群は黒を基調とした左右非対称なデザインが施された一方、ロウ勢力は白を基調にまとまりをコンセプトとしたデザインが施された。陸浦はこれら二色を取り入れた理由について「…さらに、白と黒は『PSO2』の衣装の中でも人気の高い色で、スタイリッシュにまとめられる色でもあるんですよ。受け入れられやすく『PSO2』とのリンクも匂わせられるうえ、他のファンタジー作品との差別化もできるということで、現在のデザインが生まれました。」と電撃オンラインとのインタビューの中で説明している。

## 反響
本作は配信から約2ヶ月後の時点で300万ダウンロードを突破している。プロデューサーの田中俊太郎は、正確なところはわからないとしつつも、『PSO2』をプレイしたことのないユーザーが多いと電撃オンラインとのインタビューで述べている。
また、田中は2019年の4Gamer.netとのインタビューの中で、制作発表の時点では「剣と魔法」を題材としていたことに戸惑いもあっただろうとしつつも、物語が進むにつれてファンから続きが楽しみといった言葉を寄せられてうれしかったと話しており、同席していたディレクターの陳智政も、ストーリーの突破率が非常に高いと同じインタビューの中で明らかにしている。